# كسوف الشمس 5 فبراير 2046
سيحدث كسوف حلقي للشمس يوم الاثنين 5 فبراير 2046. يحدث كسوف الشمس عندما يمر القمر بين الأرض والشمس ، وبالتالي يحجب صورة الشمس كليًا أو جزئيًا عن مشاهد على الأرض. يحدث الكسوف الحلقي للشمس عندما يكون القطر الظاهري للقمر أصغر من قطر الشمس ، مما يحجب معظم ضوء الشمس ويتسبب في أن تبدو الشمس وكأنها حلقة (حلقة). يظهر الخسوف الحلقي على شكل كسوف جزئي فوق منطقة من الأرض يبلغ عرضها آلاف الكيلومترات.

## الصور
</img></br> مسار متحرك

## الخسوفات ذات الصلة

### كسوف الشمس 2044-2047
هذا الكسوف هو جزء من سلسلة كسوف الشمس 2044-2047. يتكرر الكسوف في كل 177 يومًا تقريبًا و 4 ساعات في العقد المتناوبة من مدار القمر.
| عقدة تصاعدية                                                                                 | عقدة تصاعدية        |     | عقدة تنازلية       | عقدة تنازلية |
| 121                                                                                          | فبراير28, 2044 حلقي | 126 | أغسطس 23, 2044 كلي |              |
| 131                                                                                          | فبراير16, 2045 حلقي | 136 | أغسطس 12, 2045 كلي |              |
| 141                                                                                          | فبراير5, 2046 حلقي  | 146 | أغسطس 2, 2046 كلي  |              |
| 151                                                                                          | يناير26, 2047 جزئي  | 156 | يوليو22, 2047 جزئي |              |
| يحدث كسوف جزئي للشمس في 23 يونيو 2047 و 16 ديسمبر 2047 في مجموعة خسوف السنة القمرية التالية. |                     |     |                    |              |

### ساروس 141
وهو جزء من دورة ساروس 141 ، يتكرر كل حوالي 18 سنة و 11 يومًا و 8 ساعات ، يحتوي على 70 حدثًا.
- بدأت السلسلة بكسوف جزئي للشمس في 19 مايو 1613.
- وهي تحتوي على 41 خسوفًا حلقيًا من 4 أغسطس 1739 إلى 14 أكتوبر 2460.
- لا توجد كسوفات كاملة في هذه السلسلة.
- تنتهي السلسلة عند العضو 70 ككسوف جزئي في 13 يونيو 2857.

حدث أطول خسوف حلقي في 14 ديسمبر 1955 ، مع أقصى مدة للحلقة عند 12 دقيقة و 9 ثوانٍ. تحدث جميع الكسوفات في هذه السلسلة عند عقدة القمر الصاعدة.
| تحدث أعضاء السلسلة 17-36 بين عامي 1901 و 2259 | تحدث أعضاء السلسلة 17-36 بين عامي 1901 و 2259 | تحدث أعضاء السلسلة 17-36 بين عامي 1901 و 2259 |
| 17                                            | 18                                            | 19                                            |
| --------------------------------------------- | --------------------------------------------- | --------------------------------------------- |
| نوفمبر 11, 1901 [الإنجليزية]                  | نوفمبر 22, 1919 [الإنجليزية]                  | ديسمبر 2, 1937 [الإنجليزية]                   |
| 20                                            | 21                                            | 22                                            |
| ديسمبر 14, 1955 [الإنجليزية]                  | ديسمبر 24, 1973 [الإنجليزية]                  | يناير4, 1992 [الإنجليزية]                     |
| 23                                            | 24                                            | 25                                            |
| يناير15, 2010                                 | يناير26, 2028                                 | فبراير5, 2046                                 |
| 26                                            | 27                                            | 28                                            |
| فبراير17, 2064                                | فبراير27, 2082                                | مارس 10, 2100 [الإنجليزية]                    |
| 29                                            | 30                                            | 31                                            |
| مارس 22, 2118                                 | أبريل 1, 2136                                 | أبريل 12, 2154                                |
| 32                                            | 33                                            | 34                                            |
| أبريل 23, 2172                                | مايو 4, 2190                                  | مايو 15, 2208                                 |
| 35                                            | 36                                            |                                               |
| مايو 27, 2226                                 | يونيو 6, 2244                                 |                                               |

### سلسلة اينكس
هذا الكسوف هو جزء من دورة اينكس طويلة الأمد ، يتكرر عند العقد المتناوبة ، كل 358 شهرًا سينوديًا (≈ 10571.95 يومًا ، أو 29 عامًا ناقص 20 يومًا).
مظهرها وخط طولها غير منتظمين بسبب عدم التزامن مع الشهر غير الطبيعي (فترة الحضيض). ومع ذلك ، فإن مجموعات 3 دورات اينكس (87 سنة ناقص شهرين) تقترب (≈ 1،151.02 شهرًا غير طبيعي) ، لذا فإن الكسوف متشابه في هذه المجموعات.
| أعضاء سلسلة Inex بين عامي 1901 و 2100:       | أعضاء سلسلة Inex بين عامي 1901 و 2100:        | أعضاء سلسلة Inex بين عامي 1901 و 2100:       |
| -------------------------------------------- | --------------------------------------------- | -------------------------------------------- |
| </img> </br>18 مايو 1901 </br> (ساروس 136)   | </img> </br> 28 أبريل 1930 </br> (ساروس 137)  | </img> </br> 8 أبريل 1959 </br> (ساروس 138)  |
| </img> </br> 18 مارس 1988 </br> (ساروس 139)  | </img> </br> 26 فبراير 2017 </br> (ساروس 140) | </img> </br> 5 فبراير 2046 </br> (ساروس 141) |
| </img> </br> 16 يناير 2075 </br> (ساروس 142) |                                               |                                              |

### سلسلة ميتونيك
تتكرر السلسلة ميتونيك كل 19 عامًا (6939.69 يومًا) ، وتستمر حوالي 5 دورات. يحدث الكسوف في نفس تاريخ التقويم تقريبًا. بالإضافة إلى ذلك ، تتكرر سلسلة أكتون الفرعية 1/5 من ذلك أو كل 3.8 سنوات (1387.94 يومًا). تحدث جميع الكسوفات في هذا الجدول عند العقدة الصاعدة للقمر.
| 21 من أحداث الكسوف ، تتقدم من الجنوب إلى الشمال بين 1 يوليو 2000 و 1 يوليو 2076 | 21 من أحداث الكسوف ، تتقدم من الجنوب إلى الشمال بين 1 يوليو 2000 و 1 يوليو 2076 | 21 من أحداث الكسوف ، تتقدم من الجنوب إلى الشمال بين 1 يوليو 2000 و 1 يوليو 2076 | 21 من أحداث الكسوف ، تتقدم من الجنوب إلى الشمال بين 1 يوليو 2000 و 1 يوليو 2076 | 21 من أحداث الكسوف ، تتقدم من الجنوب إلى الشمال بين 1 يوليو 2000 و 1 يوليو 2076 |
| يوليو1–2                                                                        | أبريل 19–20                                                                     | فبراير5–7                                                                       | نوفمبر 24–25                                                                    | سبتمبر 12–13                                                                    |
| 117                                                                             | 119                                                                             | 121                                                                             | 123                                                                             | 125                                                                             |
| ------------------------------------------------------------------------------- | ------------------------------------------------------------------------------- | ------------------------------------------------------------------------------- | ------------------------------------------------------------------------------- | ------------------------------------------------------------------------------- |
| يوليو1, 2000 [الإنجليزية]                                                       | أبريل 19, 2004                                                                  | فبراير7, 2008                                                                   | نوفمبر 25, 2011                                                                 | سبتمبر 13, 2015                                                                 |
| 127                                                                             | 129                                                                             | 131                                                                             | 133                                                                             | 135                                                                             |
| يوليو2, 2019                                                                    | أبريل 20, 2023                                                                  | فبراير6, 2027                                                                   | نوفمبر 25, 2030 [الإنجليزية]                                                    | سبتمبر 12, 2034                                                                 |
| 137                                                                             | 139                                                                             | 141                                                                             | 143                                                                             | 145                                                                             |
| يوليو2, 2038                                                                    | أبريل 20, 2042                                                                  | فبراير5, 2046                                                                   | نوفمبر 25, 2049                                                                 | سبتمبر 12, 2053                                                                 |
| 147                                                                             | 149                                                                             | 151                                                                             | 153                                                                             | 155                                                                             |
| يوليو1, 2057                                                                    | أبريل 20, 2061                                                                  | فبراير5, 2065                                                                   | نوفمبر 24, 2068 [الإنجليزية]                                                    | سبتمبر 12, 2072 [الإنجليزية]                                                    |
| 157                                                                             | 159                                                                             | 161                                                                             | 163                                                                             | 165                                                                             |
| يوليو1, 2076 [الإنجليزية]                                                       |                                                                                 |                                                                                 |                                                                                 |                                                                                 |

### سلسلة تريتوس
هذا الكسوف هو جزء من دورة تريتوس ، يتكرر عند العقد المتناوبة كل 135 شهرًا متزامنًا (≈ 3986.63 يومًا ، أو 11 عامًا ناقص شهر واحد).
مظهرها وخط طولها غير منتظمين بسبب نقص التزامن مع الشهر غير الطبيعي (فترة الحضيض) ، لكن التجمعات المكونة من 3 دورات تريتوس (33 عامًا ناقص 3 أشهر) تقترب (≈ 434.044 شهرًا غير طبيعي) ، لذا فإن الكسوف متشابه في هذه التجمعات.
| أعضاء السلسلة بين 1801 و 2100           | أعضاء السلسلة بين 1801 و 2100           | أعضاء السلسلة بين 1801 و 2100           | أعضاء السلسلة بين 1801 و 2100 |
| --------------------------------------- | --------------------------------------- | --------------------------------------- | ----------------------------- |
| ديسمبر 21, 1805 (ساروس119)              | نوفمبر 19, 1816 (ساروس120)              | أكتوبر 20, 1827 (ساروس121)              |                               |
| سبتمبر 18, 1838 (ساروس122)              | أغسطس 18, 1849 (ساروس123)               | يوليو18, 1860 (ساروس124)                |                               |
| يونيو 18, 1871 (ساروس125)               | مايو 17, 1882 (ساروس126)                | أبريل 16, 1893 (ساروس127)               |                               |
| مارس 17, 1904 [الإنجليزية] (ساروس128)   | فبراير14, 1915 [الإنجليزية] (ساروس129)  | يناير14, 1926 [الإنجليزية] (ساروس130)   |                               |
| ديسمبر 13, 1936 [الإنجليزية] (ساروس131) | نوفمبر 12, 1947 [الإنجليزية] (ساروس132) | أكتوبر 12, 1958 [الإنجليزية] (ساروس133) |                               |
| سبتمبر 11, 1969 [الإنجليزية] (ساروس134) | أغسطس 10, 1980 [الإنجليزية] (ساروس135)  | يوليو11, 1991 [الإنجليزية] (ساروس136)   |                               |
| يونيو 10, 2002 (ساروس137)               | مايو 10, 2013 (ساروس138)                | أبريل 8, 2024 (ساروس139)                |                               |
| مارس 9, 2035 (ساروس140)                 | فبراير5, 2046 (ساروس141)                | يناير5, 2057 (ساروس142)                 |                               |
| ديسمبر 6, 2067 (ساروس143)               | نوفمبر 4, 2078 [الإنجليزية] (ساروس144)  | أكتوبر 4, 2089 [الإنجليزية] (ساروس145)  |                               |
| سبتمبر 4, 2100 (ساروس146)               |                                         |                                         |                               |

في القرن الثاني والعشرين:
- ساروس147: كسوف شمس حلقي في أغسطس 4, 2111
- ساروس148: كسوف شمس كلي في يوليو4, 2122
- ساروس149: كسوف شمس كلي في يونيو 3, 2133
- ساروس150: كسوف شمس حلقي في مايو 3, 2144
- ساروس151: كسوف شمس حلقي في أبريل 2, 2155
- ساروس152: كسوف شمس كلي في مارس 2, 2166
- ساروس153: كسوف شمس حلقي في يناير29, 2177
- ساروس154: كسوف شمس حلقي في ديسمبر 29, 2187
- ساروس155: كسوف شمس كلي في نوفمبر 28, 2198

في القرن الثالث والعشرين:
- ساروس156: كسوف شمس حلقي في أكتوبر 29, 2209
- ساروس157: كسوف شمس حلقي في سبتمبر 27, 2220
- ساروس158: كسوف شمس كلي في أغسطس 28, 2231
- ساروس159: كسوف شمس جزئي في يوليو28, 2242
- ساروس160: كسوف شمس جزئي في يونيو 26, 2253
- ساروس161: كسوف شمس جزئي في مايو 26, 2264
- ساروس162: كسوف شمس جزئي في أبريل 26, 2275
- ساروس163: كسوف شمس جزئي في مارس 25, 2286
- ساروس164: كسوف شمس جزئي في فبراير22, 2297

## روابط خارجية
- www.solar-eclipse.de - متوسط التغطية السحابية والمدن على طول مسار الكسوف
- http://eclipse.gsfc.nasa.gov/SEplot/SEplot2001/SE2038Jan05A. GIF
- http://eclipse.gsfc.nasa.gov/SEplot/SEplot2001/SE2038Jul02A. GIF